# Centris frieseana
Centris frieseana är en biart som beskrevs av Jesus Santiago Moure 2003. Centris frieseana ingår i släktet Centris och familjen långtungebin. Inga underarter finns listade.